# Марция (мать Траяна)
Марция (около 33, Рим — не позднее 100) — древнеримская аристократка и мать императора Траяна.

## Биография

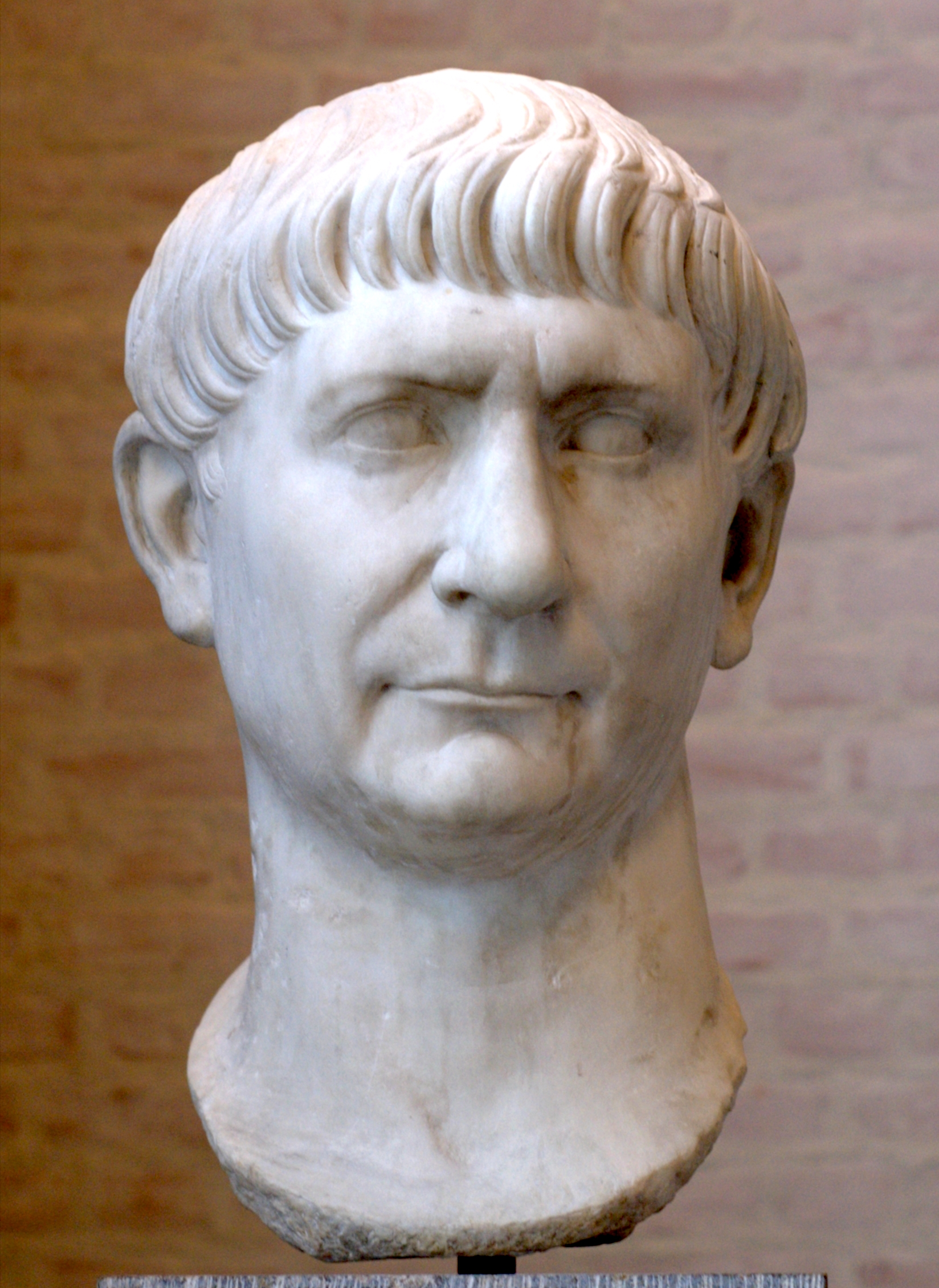
Марк Ульпий Траян, сын Марции

Марция происходила из рода Марциев, которые претендовали на происхождение от римского царя Анка Марция. Была дочерью римского сенатора Квинта Марция Барея Сура и Антонии Фурниллы. Её сестрой была Марция Фурнилла, вторая супруга императора Тита и мать Юлии Флавии. Родилась в Риме. Примерно в 48 или 49 году вышла замуж за военного Марка Ульпия Траяна, консула 70 года. У них была дочь Ульпия Марциана и сын Марк Ульпий Траян, будущий римский император.
Провела значительную часть жизни рядом со своим мужем в различных военных походах и в провинциях, где он служил проконсулом. Умерла вскоре после того, как её сын стал императором, приблизительно в 100 году. В том же году в честь отца, матери и сестры император Траян основал колонию Марциана Ульпия Траяна Тамугади (современный Тимгад, Алжир).